# نجد الشعب (طور الباحة)

تعديل مصدري - تعديل

نجد الشعب هي إحدى قرى عزلة طور الباحة بمديرية طور الباحة التابعة لمحافظة لحج، بلغ تعداد سكانها 39 نسمة حسب تعداد اليمن لعام 2004.